# Colma (album)
Colma è il quarto album in studio del chitarrista statunitense Buckethead, pubblicato il 24 marzo 1998 dalla CyberOctave.
L'album è stato ufficialmente incluso nel catalogo della Biblioteca nazionale tedesca.

## Descrizione
L'album venne registrato per la madre di Buckethead siccome era affetta da cancro al colon, ed egli volle creare un album che le piacesse ascoltare durante la degenza. Il titolo dell'album prende spunto dall'omonima città situata vicino a San Francisco, California dove «la popolazione dei morti supera quella dei vivi con una scala di mille a uno», questo perché una buona parte della città è adibita ad uso cimiteriale con ben 17 cimiteri per gli umani e uno per gli animali.

## Tracce
Musiche di Buckethead.
1. Whitewash – 4:44
2. For Mom – 5:10
3. Ghost – 5:28
4. Hills of Eternity – 5:06
5. Big Sur Moon – 1:13
6. Machete – 6:17
7. Wishing Well – 4:02
8. Lone Sal Bug – 5:31
9. Sanctum – 3:41
10. Wondering – 2:15
11. Watching the Boats with My Dad – 5:06
12. Ghost/Part 2 – 2:31
13. Colma – 3:10

## Formazione
Musicisti
- Buckethead – chitarra, basso
- Brain – batteria, loop
- DJ Disk – scratch (tracce 4, 6 e 8)
- Bill Laswell – basso (traccia 6)
- Terry Untalan – violoncello e viola (tracce 8 e 10)

Produzione
- Buckethead – produzione (eccetto traccia 6)
- Extrakd – produzione e missaggio (eccetto traccia 6)
- Bill Laswell – produzione (traccia 6)
- Robert Musso – missaggio (traccia 6)
- Michael Fossenkemper – mastering